# Alberto II di Thurn und Taxis
Albert II Maria Lamoral Miguel Johannes Gabriel, XII principe di Thurn und Taxis (Albert, Fürst von Thurn und Taxis,; Ratisbona, 24 giugno 1983), è un nobile e pilota automobilistico tedesco.

## Biografia

### Famiglia
Il Casato di Thurn und Taxis è una famiglia tedesca le cui fortune derivano dalla nomina di un antenato, Leonhard von Taxis, a Maestro generale ereditario delle Poste del Sacro Romano Impero nel 1595. Il padre di Albert lo ha preceduto come capo di questa famiglia, che ha diverse diramazioni. La famiglia dei Thurn und Taxis rimane ben nota come proprietaria di birrerie e di castelli.
Alberto è stato indicato come il più giovane miliardario del mondo numerose volte, subito dopo la morte di suo padre nel 1990. Apparve nell'elenco per la prima volta quando aveva otto anni. Sua madre, Gloria (nata Contessa von Schönburg-Glauchau), è stata una figura mediatica popolare negli anni '80, ed è stata determinante nel preservare la sua fortuna dopo la morte di suo marito fino a quando Alberto non ha raggiunto l'età legale per assumere la gestione. Ha due sorelle più grandi: Maria Theresia e Elisabeth

### Educazione
Ha trascorso la propria giovinezza a Ratisbona, per poi terminare i propri studi liceali alla Deutsche Schule di Roma e svolgere il servizio di leva nell'esercito tedesco, quindi ha studiato economia e teologia all'Università di Edimburgo. Alberto II è anche un appassionato di automobilismo, vice-campione (2007/2008) e campione (2010) della GT Championship ADAC GT Masters tedesca con la squadra tedesca Reiter Engineering.

### Attenzione dei media
Nel 2008 Alberto è stato indicato come 11º nella Forbes Magazine's List of The 20 Hottest Young Royals stilata dalla rivista Forbes.

## Ascendenza
Attraverso la discendenza da Re Michele del Portogallo egli è imparentato con diversi ereditari capi di Stato regnanti in Europa. Egli discende anche dalle dinastie di Wittelsbach, Sassonia-Coburgo-Gotha, Braganza, Württemberg, Meclemburgo, Asburgo-Lorena, Liechtenstein e Oldenburg.
|                                                     |                                                  |                                                           | Genitori                                              |  |  | Nonni |  |  | Bisnonni                                  |  |  | Trisnonni                                                    |  |
|                                                     |                                                  |                                                           |                                                       |  |  |       |  |  | Alberto, VIII Principe di Thurn und Taxis |  |  | Massimiliano Antonio, Principe Ereditario di Thurn und Taxis |  |
|                                                     |                                                  |                                                           |                                                       |  |  |       |  |  | Alberto, VIII Principe di Thurn und Taxis |  |  | Massimiliano Antonio, Principe Ereditario di Thurn und Taxis |  |
|                                                     |                                                  | Duchessa Elena in Baviera                                 |                                                       |  |  |       |  |  | Alberto, VIII Principe di Thurn und Taxis |  |  |                                                              |  |
| Carlo Augusto X, Principe di Thurn und Taxis        |                                                  |                                                           |                                                       |  |  |       |  |  | Alberto, VIII Principe di Thurn und Taxis |  |  |                                                              |  |
|                                                     |                                                  | Arciduchessa Margherita Clementina d'Austria              | Arciduca Giuseppe Carlo d'Austria                     |  |  |       |  |  |                                           |  |  |                                                              |  |
|                                                     |                                                  | Arciduchessa Margherita Clementina d'Austria              | Arciduca Giuseppe Carlo d'Austria                     |  |  |       |  |  |                                           |  |  |                                                              |  |
|                                                     |                                                  | Arciduchessa Margherita Clementina d'Austria              | Principessa Clotilde di Sassonia-Coburgo e Gotha      |  |  |       |  |  |                                           |  |  |                                                              |  |
| Giovanni XI, Principe di Thurn und Taxis            |                                                  | Arciduchessa Margherita Clementina d'Austria              |                                                       |  |  |       |  |  |                                           |  |  |                                                              |  |
|                                                     |                                                  | Miguel, Duca di Braganza                                  | Michele I del Portogallo                              |  |  |       |  |  |                                           |  |  |                                                              |  |
|                                                     |                                                  | Miguel, Duca di Braganza                                  | Michele I del Portogallo                              |  |  |       |  |  |                                           |  |  |                                                              |  |
|                                                     |                                                  | Miguel, Duca di Braganza                                  | Principessa Adelaide di Löwenstein-Wertheim-Rosenberg |  |  |       |  |  |                                           |  |  |                                                              |  |
| Infanta Maria Anna del Portogallo                   |                                                  | Miguel, Duca di Braganza                                  |                                                       |  |  |       |  |  |                                           |  |  |                                                              |  |
|                                                     |                                                  | Principessa Maria Teresa di Löwenstein-Wertheim-Rosenberg | Carlo, VI Principe di Löwenstein-Wertheim-Rosenberg   |  |  |       |  |  |                                           |  |  |                                                              |  |
|                                                     |                                                  | Principessa Maria Teresa di Löwenstein-Wertheim-Rosenberg | Carlo, VI Principe di Löwenstein-Wertheim-Rosenberg   |  |  |       |  |  |                                           |  |  |                                                              |  |
|                                                     |                                                  | Principessa Maria Teresa di Löwenstein-Wertheim-Rosenberg | Principessa Sofia del Liechtenstein                   |  |  |       |  |  |                                           |  |  |                                                              |  |
| Alberto XII, Principe di Thurn und Taxis            |                                                  | Principessa Maria Teresa di Löwenstein-Wertheim-Rosenberg |                                                       |  |  |       |  |  |                                           |  |  |                                                              |  |
|                                                     | Carl, Conte di Schönburg-Glauchau und Waldenburg | Joachim, Conte di Schönburg-Glauchau und Waldenburg       |                                                       |  |  |       |  |  |                                           |  |  |                                                              |  |
|                                                     | Carl, Conte di Schönburg-Glauchau und Waldenburg | Joachim, Conte di Schönburg-Glauchau und Waldenburg       |                                                       |  |  |       |  |  |                                           |  |  |                                                              |  |
|                                                     | Carl, Conte di Schönburg-Glauchau und Waldenburg | Contessa Oktavia Chotek von Chotkowa und Wognin           |                                                       |  |  |       |  |  |                                           |  |  |                                                              |  |
| Joachim, Conte di Schönburg-Glauchau und Waldenburg | Carl, Conte di Schönburg-Glauchau und Waldenburg |                                                           |                                                       |  |  |       |  |  |                                           |  |  |                                                              |  |
|                                                     |                                                  | Contessa Maria Anna Baworów-Baworowska                    | Rudolf, Conte Baworów-Baworowski                      |  |  |       |  |  |                                           |  |  |                                                              |  |
|                                                     |                                                  | Contessa Maria Anna Baworów-Baworowska                    | Rudolf, Conte Baworów-Baworowski                      |  |  |       |  |  |                                           |  |  |                                                              |  |
|                                                     |                                                  | Contessa Maria Anna Baworów-Baworowska                    | Contessa Franziska Chorinsky                          |  |  |       |  |  |                                           |  |  |                                                              |  |
| Contessa Gloria di Schönburg-Glauchau               |                                                  | Contessa Maria Anna Baworów-Baworowska                    |                                                       |  |  |       |  |  |                                           |  |  |                                                              |  |
|                                                     |                                                  | Balint, Conte Széchényi de Sárvár-Felsövidék              | Conte Ödön Széchényi de Sárvár-Felsövidék             |  |  |       |  |  |                                           |  |  |                                                              |  |
|                                                     |                                                  | Balint, Conte Széchényi de Sárvár-Felsövidék              | Conte Ödön Széchényi de Sárvár-Felsövidék             |  |  |       |  |  |                                           |  |  |                                                              |  |
|                                                     |                                                  | Balint, Conte Széchényi de Sárvár-Felsövidék              | Eulalia Christopoulos                                 |  |  |       |  |  |                                           |  |  |                                                              |  |
| Contessa Beatrix Széchényi de Sárvár-Felsövidék     |                                                  | Balint, Conte Széchényi de Sárvár-Felsövidék              |                                                       |  |  |       |  |  |                                           |  |  |                                                              |  |
|                                                     |                                                  | Principessa Marie Pavlovna Galitzina                      | Principe Pavel Pavlovič Galitzine                     |  |  |       |  |  |                                           |  |  |                                                              |  |
|                                                     |                                                  | Principessa Marie Pavlovna Galitzina                      | Principe Pavel Pavlovič Galitzine                     |  |  |       |  |  |                                           |  |  |                                                              |  |
|                                                     |                                                  | Principessa Marie Pavlovna Galitzina                      | Principessa Aleksandra Nikolaevna Mestscherskaïa      |  |  |       |  |  |                                           |  |  |                                                              |  |
|                                                     |                                                  | Principessa Marie Pavlovna Galitzina                      |                                                       |  |  |       |  |  |                                           |  |  |                                                              |  |